# Les Années folles (film)
Pour les articles homonymes, voir Les Années folles (homonymie).
Pour plus de détails, voir Fiche technique et Distribution.
Les Années folles est un documentaire français réalisé par Henri Torrent et Mirea Alexandresco sorti en 1960. La sortie du documentaire et d'un livre au titre identique créé une confusion entrainant l'appellation "Années Folles" pour les années 20 puis pour l'entre-deux-guerres en général,,,.

## Synopsis
Le film traite de la vie durant les années folles.
Ainsi, le film parle d'événement phare de cette période comme l'atterrissage de Védrine sur les Galeries Lafayette, des courses entre un cheval et une voiture, des combats de locomotives (un spectacle  américain), des démonstrations militaires avec des Tank écrasant des bidons, l'hélicoptère d'Œhmichen, les Radio Hat, des landeaux-radio, des poupées téléphones, le hamac tournant molby, une voiture se déplaçant sur des pattes ou encore l'apparition des voitures fusées.

## Fiche technique
Sauf indication contraire, les informations mentionnées dans cette section peuvent être confirmées par la base de données cinématographiques IMDb,  présente dans la section « Liens externes ».
- Titre original, français : Les Années Folles
- Réalisation :  Henri Torrent et Mirea Alexandresco
- Scénario : Henri Torrent et Mirea Alexandresco[7]
- Musique : Georges Tzipine et Georges van Parys
- Ingénieur son : Jacques Boutiron[7]
- Montage : Olivier Grégoire
- Production : Étienne Laroche
- Distribution : 
  - France : Telecinex[8]
  -  Japon : Nippon Herald Films
- Sociétés de production : Agora Films[9]
- Pays de production :   France
- Langue originale : Français
- Format : 35 mm - NB[7]
- Genres : Documentaire
- Durées : 95 min ou 88 min
- Dates de sortie :
  - Italie : août 1960 (Venice Film Festival)
  - France : 8 décembre 1960
  - Finlande : 14 juillet 1961[10]
  - Japon : 20 octobre 1961[10]

## Production
Le tournage et le montage ont eu lieu en 1959, et la sortie fut en 1960,.
Comme l'explique l'archive de l'Ina de l'émission 5 colonnes à la une, les réalisateurs font le film à la suite de la redécouverte de vidéo d'archives de Gaumont et Pathé datant des années 20 et années 30. 35 minutes du film sont composés d'image d'archives,.

## Réception
Le film obtient une note de 60% sur themoviedb.org et une note de 6.6⁄10 sur Imdb, sur une base de 9 notes ,.
Le journal Le Monde, le qualifie comme « le film le plus intéressant » et comme un « divertissement de qualité ».

## Distinction
Lors de sa projection au Mostra de Venise, le film remporte un leone di san marco per il miglior film culturale (lion de san marco pour le meilleur film culturel, prix décernés seulement en 1960 et 1961) .,,